# Harris (motorfiets)
Harris is een Brits bedrijf dat zich bezighoudt met de constructie van wegrace-motorfietsen.

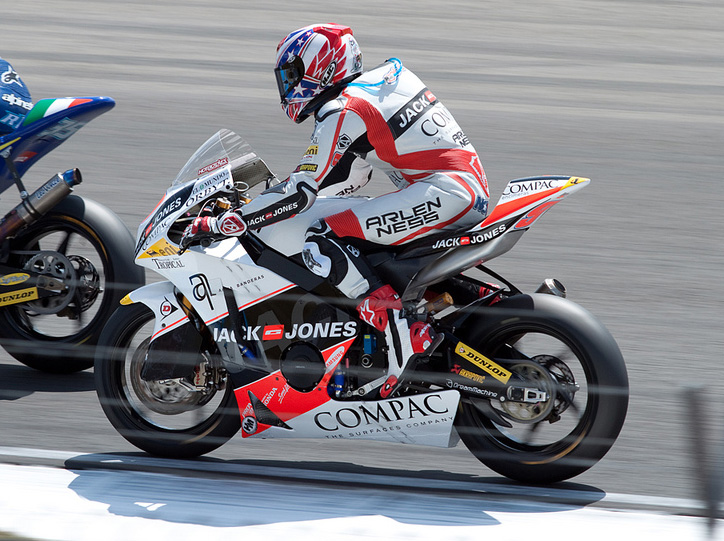
Kenny Noyes met een PromoHarris-racer tijdens de TT van Assen in 2010

De bedrijfsnaam is: Harris Performance Products, Marshgate Industrial Estate, Hertford. 
De broers Steve en Lester Harris richtten dit bedrijf in 1972 samen met Stephen Bayford op. Ze gingen frames maken die vooral voorzien werden van zware Japanse viercilindermotoren en die de naam "Magnum" kregen. Zo had de Harris Magnum I een motorblok van de Kawasaki Z 1000 en bleef met moderne blokken gebruiken t/m de Magnum 5 met een Honda CBR 900 RR Fireblade-blok.
In de jaren tachtig ging Harris steeds meer frames maken voor racedoeleinden. Zo kreeg Barry Sheene van teammanager Kenny Roberts een Harris-frame voor zijn 500cc-Yamaha OW 84 R toen de prestaties met het standaardframe tegenvielen. Sheene koos in zijn laatste seizoen, toen hij voor Heron-Suzuki reed, opnieuw voor een Harris-frame. Hoewel Harris begonnen was met buisframes, maakte men in deze tijd al aluminium balkframes, die Yamaha uiteindelijk ook gebruikte voor de machines van Wayne Rainey. In 1981 leverde Harris het frame voor de Ikazuwa-HRC-Honda-eencilinderracers. Harris maakte intussen ook klantenframes voor mensen die hun Japanse motorfietsen voorzagen van een motorblok dat het originele frame niet kon bevatten of vanwege het gestegen vermogen niet meer aankon. 
In het wereldkampioenschap wegrace van 1992 werd besloten een project op te zetten om privérijders van goede motorfietsen voor de 500cc-klasse te voorzien. De besten hadden zich in het seizoen 1991 nog moeten behelpen met de verouderde driecilinder Honda RS 500 R, die niet meer kon meekomen met de moderne fabrieksracers. Besloten werd dat er alleen nog viercilinders mochten meedoen en dat Yamaha een aantal viercilinder motorblokken zou leveren. De rijwielgedeelten zouden dan worden gemaakt door Harris en het Franse ROC. Zo ontstonden veertien productieracers. De privérijders moesten wel wennen aan het vermogen: ze stapten van de Honda van 125 pk over op een 168 pk-sterke Yamaha.
Vanaf 2003 kwam het WCM-raceteam in de MotoGP-klasse aan de start met machines die gebaseerd waren op de Yamaha YZF-R1 met Harris-frames. De machines werden in 2004 onder de naam Harris ingeschreven.
In 2015 werd Harris overgenomen door Royal Enfield uit India. Men had al een langere relatie en Harris was al verantwoordelijk voor het frame-ontwerp van de Royal Enfield Continental GT Caféracer. 